# Ectropis signaria
Ectropis signaria är en fjärilsart som beskrevs av Walker 1860. Ectropis signaria ingår i släktet Ectropis och familjen mätare. Inga underarter finns listade i Catalogue of Life.